# Doomsday Machine
Doomsday Machine es el sexto álbum de estudio de la banda de death metal melódico, Arch Enemy. Producido por Rickard Bengtsson y mezclado por Andy Sneap. Es el tercer álbum con la característica voz de Angela Gossow. El álbum tuvo algo de éxito comercial alcanzando la posición #87 en el Billboard Top 200 vendiendo 12 000 copias.

Doomsday Machine logró alcanzar la posición 87 en «The Billboard 200» y la posición 12 en los «Top Independent Albums» de la revista Billboard.

## Lista de canciones
1. "Enter the Machine" – 2:02
2. "Taking Back My Soul" – 4:35
3. "Nemesis" – 4:12
4. "My Apocalypse" – 5:25
5. "Carry the Cross" – 4:12
6. "I Am Legend / Out for Blood" – 4:58
7. "Skeleton Dance" – 4:33
8. "Hybrids of Steel" – 3:49
9. "Mechanic God Creation" – 5:59
10. "Machtkampf" – 4:16
11. "Slaves of Yesterday" – 5:01
12. "Heart of Darkness" − 4:51 (en vivo París 2004) (Japón Bonus Track)
13. "Bridge of Destiny" − 8:04 (en vivo París 2004) (Japón Bonus Track)

## Edición limitada alemana 3" DVD
Pistas 2-4 en vivo en el Fórum, Londres, Reino Unido el 17 de diciembre de 2004
1. "Nemesis" (videoclip) − 4:26
2. "Intro" − 1:08
3. "Dead Eyes See No Future" − 4:40
4. "Ravenous" − 4:18

## Créditos

### Integrantes
- Angela Gossow − voz
- Michael Amott − guitarra
- Christopher Amott − guitarra
- Sharlee D'Angelo − bajo
- Daniel Erlandsson − batería

### Producción
- Andy Sneap − Mezcla y masterización
- Michael Amott - Concepto
- Rickard Bengtsson - Arreglos, Productor
- Paul Harries 	- Fotografía
- Joachim Luetke - Arte, Concepto, Diseño[1]

### Músicos invitados
- Gus G. − guitar solo en "Taking Back My Soul"